# NordHansen Studio

NordHansen Studio, tidigare Nord Studios och Europa Studio, var en musikstudio i närförorten Bromma i Stockholm som ägdes av musikproducent-duon Mikael Nord Andersson och Martin Hansen.
Studion etablerades på 1950-talet och är således en av de äldsta musikstudiorna i Sverige. Studion omfattar flera generationers inspelningar och byggnaden har under åren renoverats ett antal gånger. Ett stort antal välkända artister, såväl svenska som utländska, har spelat in och mixat hela eller delar av sin skivor i NordHansen Studio. Till exempel: Ana Johnsson, Carola, Gyllene Tider, Christian Walz, Kent, Lars Winnerbäck, Peter Jöback, Robyn, Ryan Adams, Sven-Ingvars, Ted Gärdestad, The Rasmus och Ulf Lundell.